# Victors FC
Victors FC – ugandyjski klub piłkarski z siedzibę w mieście Kampala, działający w latach 2001–2013, grający niegdyś w pierwszej lidze ugandyjskiej.

## Sukcesy
- Puchar Ugandy[1]:
  - zwycięstwo (2): 2008, 2010.

## Występy w afrykańskich pucharach
| Sezon | Rozgrywki           | Runda   | Kraj                          | Klub                   | Dom | Wyjazd | Dwumecz      |
| ----- | ------------------- | ------- | ----------------------------- | ---------------------- | --- | ------ | ------------ |
| 2009  | Puchar Konfederacji | wstępna | Zimbabwe                      | CAPS United            | 0–2 | 0–1    | 0–3          |
| 2011  | Puchar Konfederacji | wstępna | Eswatini                      | Mbabane Highlanders FC | 1–1 | 1–1    | 2–2 (k. 4–1) |
| 2011  | Puchar Konfederacji | 1       | Demokratyczna Republika Konga | DC Motema Pembe        | 1–1 | 0–1    | 1–2          |

## Stadion
Domowe mecze klub rozgrywał na stadionie o nazwie Kakindu Municipal Stadium w Jinja, który mógł pomieścić 1000 widzów.

## Reprezentanci kraju grający w klubie
Stan na czerwiec 2023.
| - Francis Gonzaga - Isaac Isinde - Sam Kawalya - Hood Kaweesa - Ayub Kiiza - Ali Kimera - Muwadda Mawejje - Hassan Mubiru - Judah Mugalu - Jimmy Mukubya | - Julius Mulindwa - Nathan Mutenza - Benjamin Ochan - Noah Ssemakula - Dan Sserenkuma - Simon Sserenkuma - Phillip Ssozi - Bbossa Wasswa - Mossi Mohammud |